# Wang Wenxing
Pour les articles homonymes, voir Wang (patronyme).
Dans ce nom, le nom de famille, Wang, précède le nom personnel.
Wang Wenxing (chinois : 王文興 ; pinyin : Wáng Wénxìng ; Wade : Wang Wen-hsing), né en 1939 au Fujian (Chine continentale) et mort le 27 septembre 2023,, est un écrivain taïwanais.
Wang Wenxing est un écrivain représentatif du courant moderniste de la littérature taïwanaise. Il se fait connaître par son roman Processus familial, paru en 1972. D'une construction originale, le roman met en cause la piété filiale, l'un des fondements de la morale confucéenne. L'histoire racontée est celle d'un fils se révoltant contre son père.
Il est fait chevalier de l'Ordre des Arts et des Lettres le 22 avril 2011.

## Liste des œuvres
- 1972 : 家變 (Jiaban) Processus familial, trad. Sandrine Marchand, Actes Sud, 1999,  (ISBN 978-2742722945)).
- 1979 : 十五篇小說, La Fête de la déesse Matsu, Zulma, 2004,  (ISBN 978-2843042638).
- Un homme dos à la mer, 396 p., Éditions Vagabonde (en), 2022  (ISBN 978-2919067428).